# Parkia parvifoliola
Parkia parvifoliola é uma espécie vegetal da família Fabaceae.
Apenas pode ser encontrada em Palau.